# 피터 코스그로브

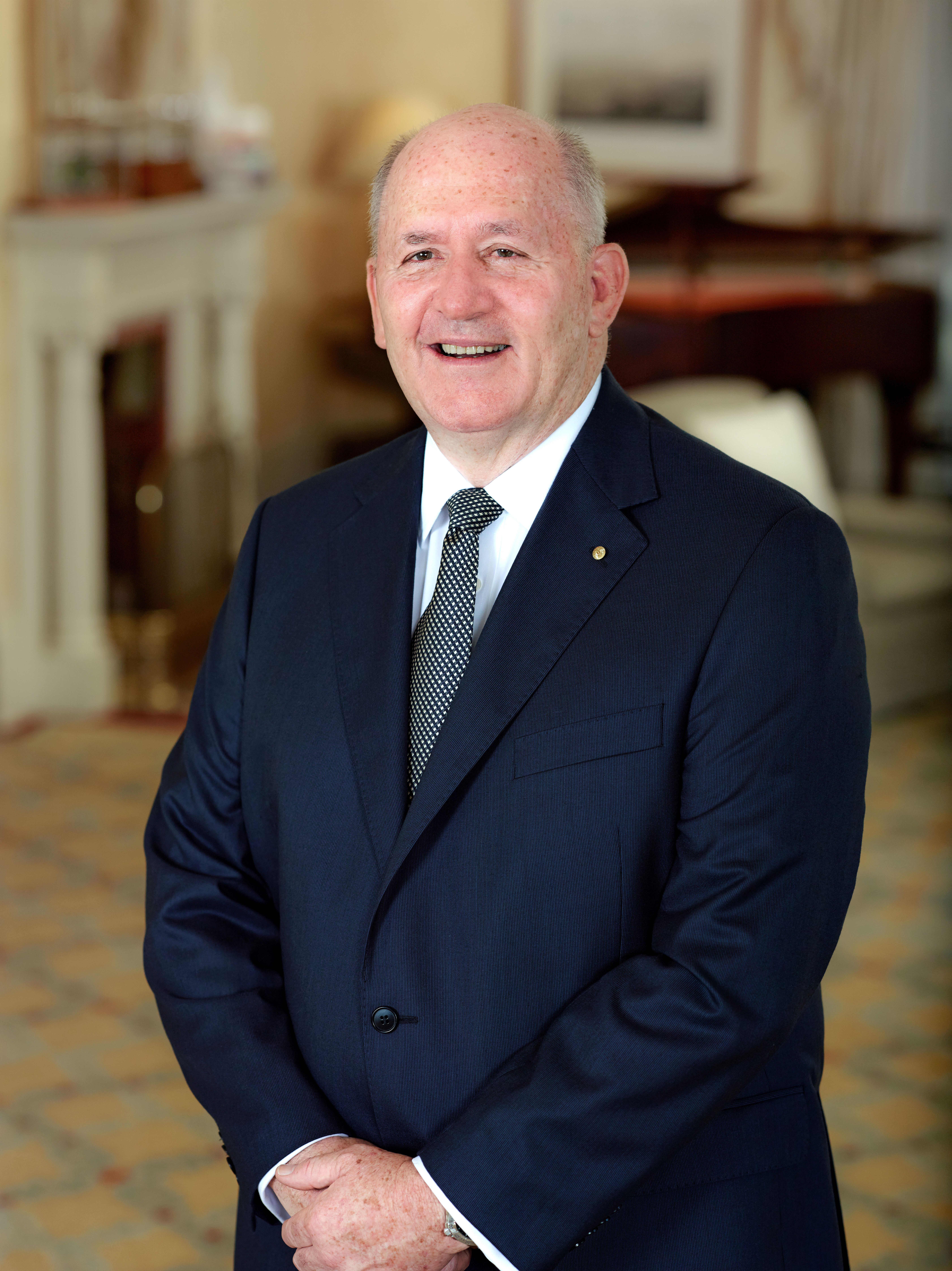
피터 코스그로브

피터 존 코스그로브 경(영어: Sir Peter John Cosgrove, 1947년 7월 28일 시드니 ~ )은 오스트레일리아의 전직 육군 고위 장교이다. 2014년 3월 28일부터 2019년 7월 1일까지 제26대 오스트레일리아의 총독을 역임하고 있다.
왕립 군사 대학(Royal Military College)을 졸업한 뒤에 베트남 전쟁에 참전했다. 독립 전환기에 있던 동티모르의 평화 유지 임무를 수행한 동티모르 국제군(INTERFET)의 사령관으로 재직했다.